# Cosmos 163
Cosmos 163 (en cirílico, Космос 163) fue un satélite artificial soviético perteneciente a la clase de satélites DS (el segundo y último de los dos de tipo DS-U2-MP) y lanzado el 5 de junio de 1967 mediante un cohete Cosmos 2I desde el cosmódromo de Kapustin Yar.

## Objetivos
La misión de Cosmos 163 consistió en estudiar la radiación cósmica y el polvo en el espacio cercano a la Tierra.

## Características
El satélite tenía una masa de 357 kg y fue inyectado inicialmente en una órbita con un perigeo de 261 km y un apogeo de 616 km, con una inclinación orbital de 48,4 grados y un periodo de 93,07 minutos.
A bordo llevaba un espectrómetro gamma de centelleo de 64 canales consistente en un cristal de ioduro de sodio (NaI) con una superficie de 1600 mm² rodeado por una lámina de plástico centelleante de 5 mm de espesor. Apuntando al cristal había un tubo fotomultiplicador. El rango de energías detectable era de entre 0,3 y 3,7 MeV. Los espectros eran obtenidos cada 10 minutos.
Cosmos 163 reentró en la atmósfera el 11 de octubre de 1967.

## Resultados científicos
Cosmos 163 estudió la componente nuclear de la radiación cósmica y las corrientes de micrometeoritos